# Schwarzenau (Bad Berleburg)
Schwarzenau is een plaats in de Duitse gemeente Bad Berleburg, deelstaat Noordrijn-Westfalen, en telt 753 inwoners (2007).